# 海河后棱蛇
海河后棱蛇（学名：Opisthotropis haihaensis），一种分布于越南北部及中国广西壮族自治区等地区的爬行动物，隶属于水游蛇科后棱蛇属。模式产地为越南广宁省海河县广山社太极村附近的森林，最初被认为是黄斑后棱蛇（O. maculosa）。

## 鉴别特征
海河后棱蛇鼻间鳞不接颊鳞；前额鳞不接眶上鳞；额鳞接眶前鳞；眶前鳞1枚；眶后鳞1枚；前颞鳞1枚；后颞鳞1枚；上唇鳞8枚，第4和第5枚入眶；上颌齿24枚；前对颔片比后对长；腹鳞169枚（+2肛前鳞）；尾下鳞79；背鳞通体15行；身体和尾部鳞片光滑；颔片黄色具有棕黑色斑点；身体和尾部背面深色，每枚鳞片上均具有一个亮点。